# Calamus pogonacanthus
Calamus pogonacanthus là loài thực vật có hoa thuộc họ Arecaceae. Loài này được Becc. ex H.J.P.Winkl. mô tả khoa học đầu tiên năm 1912.